# Wimbledon 2006
Wimbledon 2006 byl jubilejní 120. ročník třetího tenisového grandslamu sezóny – nejstaršího a nejslavnějšího turnaje světa, který probíhal od pondělí 23. června do neděle 6. července 2006. Grand Slam se tradičně konal na travnatých dvorcích v londýnském All England Lawn Tennis and Croquet Clubu. Představoval jediný turnaj velké čtyřky hraný na tomto povrchu, který byl také součásti kalendáře profesionálních okruhů mužů ATP Tour 2006 a žen WTA Tour 2006.
Turnaj organizovala Mezinárodní tenisová federace. Titul ve dvouhře obhajovali švýcarská světová jednička Roger Federer a Američanka Venus Williamsová. Vítězství si připsali Francouzka Amélie Mauresmová a počtvrté za sebou opět Federer.

## Překvapení turnaje
Tomáš Berdych postoupil do třetího kola přes Francouze Fabrice Santora. To však není takové překvapení jako reakce poraženého Santora. Ten po zápase nepodal ruku vítězovi Berdychovi. Důvod byl, že český tenista napodoboval ve vypjatých chvílích pokřiky Santora.

## Česká stopa
Radek Štěpánek zdolal Dancevice, Mallise, Ferrera a Verdasca. Ve čtvrtfinále však nestačil na nenasazeného Jonase Björkmana ze Švédska, jemuž podlehl 6:7, 6:4, 7:6, 6:7, 4:6.
Tomáš Berdych prohrál ve čtvrtém kole s favoritem Rogerem Federerem po setech 3:6, 3:6, 4:6. Nicole Vaidišová nestačila ve čtvrtém kole na 27.hráčku WTA žebříčku Li Na, jíž podlehla 6:4, 1:6, 4:6. Soupeřka se tak zapsala do historie jako první čínská čtvrtfinalistka grandslamového turnaje.

## Turnajový pavouk
| Fáze        | Tenista               | Tenista               | Skóre                   |
| Finále      | Roger Federer (1)     | Rafael Nadal (2)      | 6:0, 7:6, 6:7, 6:3      |
| Semifinále  | Roger Federer (1)     | Jonas Björkman        | 6:2, 6:0, 6:2           |
| Semifinále  | Marcos Baghdatis (16) | Rafael Nadal (2)      | 1:6, 5:7, 3:6           |
| Čtvrtfinále | Roger Federer (1)     | Mario Ančić (7)       | 6:4, 6:4, 6:4           |
| Čtvrtfinále | Radek Štěpánek (14)   | Jonas Björkman        | 3:6, 6:4, 7:6, 6:7, 4:6 |
| Čtvrtfinále | Lleyton Hewitt (6)    | Marcos Baghdatis (16) | 1:6, 7:5, 6:7, 2:6      |
| Čtvrtfinále | Jarkko Nieminen (22)  | Rafael Nadal (2)      | 3:6, 4:6, 4:6           |